# Piece of Mind
Piece of Mind es el cuarto álbum de estudio de la banda británica de heavy metal Iron Maiden. Fue lanzado al mercado el 16 de mayo de 1983 y alcanzó el tercer puesto en las listas británicas. En su portada aparece su mascota Eddie, esta vez en un manicomio, lobotomizado, atado a las paredes de una celda con paredes acolchadas y con camisa de fuerza. En la contraportada se puede apreciar un guante sosteniendo un colgante con un extraño símbolo, el cual es la firma de Derek Riggs.

## Previo al lanzamiento del álbum
El sencillo «Flight of Icarus» alcanzó el puesto número 11, junto con la canción "I Got the Fire". Meses después lanzaron el segundo sencillo «The Trooper» obteniendo el puesto número 12.
El álbum está cargado de literatura, cine y mitología:
«Where Eagles Dare»
Basada en la película El desafío de las Águilas, que narra el rescate de un soldado aliado retenido por el ejército nazi en un castillo en los Alpes. La canción alaba a McBrain, y es considerada "obra maestra" en batería por la dificultad de esta en el instrumento.
«Revelations»
Escrita por Bruce Dickinson, su significado es desconocido, aunque tiene líneas de un poema de G.K. Chesterton y se dice que contiene alusiones a las experiencias del mago Aleister Crowley en Egipto (este tema sirvió de precuela para el disco Powerslave).
«Flight of Icarus»
Inspirado en el mito griego de Ícaro y Dédalo.
«The Trooper»
La canción habla sobre la batalla de Balaclava en 1854 durante la guerra de Crimea, y esta parcialmente basada en la obra de Lord Alfred Tennyson "La Carga de la Caballería Ligera".
«Quest for Fire»
Basada en la novela La Guerre du feu obra de J. H. Rosny.
«Sun and Steel»
Habla sobre el samurái feudal, Miyamoto Musashi.
«To Tame a Land»
Es acerca de la novela Dune de Frank Herbert y a la vez de la película Dune dirigida por David Lynch.
El disco sirvió de debut para el baterista Nicko McBrain que reemplazo a Clive Burr. Después de las críticas por satanismo por la canción The Number of the Beast de su anterior disco, respondieron a las críticas en el cual adjuntan un mensaje grabado al revés (o backmasking) al principio de la canción "Still Life" en la cual se puede escuchar a Nicko McBrain hablando como ebrio haciendo una cita de una frase de Idi Amin Dada: "What ho said the t'ing with the three "bonce", do not meddle with things you don't understand" (Que le dijo el monstruo de tres cabezas, no se meta en cosas que no entiende'), seguido de un eructo.
La canción To Lame a Land debería haberse titulado Dune como la novela y película en la que se inspira pero no obtuvieron el permiso de su autor.
En este álbum Eddie the Head pierde su abundante cabello y queda rapado, con la frente revelando los tornillos de metal que le sostienen la tapa de la cabeza notoriamente abierta (guarda relación con el nombre del disco, Piece of Mind significa literalmente Un pedazo de mente); aunque el título sigue en la línea de capas de significado, pues en inglés existe la expresión «peace of mind» de similar fonética y que significa «paz mental». Tal vez intentaban persuadir a la gente de que, metiéndote en la cabeza todas esas (u otras) referencias literarias a las que se aluden en las canciones, uno sería capaz de obtener cierta tranquilidad intelectual y romper así las cadenas de la ignorancia. Dichas cadenas estarían representadas en la portada, y de hecho Eddie the Head, está rompiéndolas. La frase "Piece of mind" en inglés también hace referencia a hablar con ira a alguien, como cuando una persona pone en su lugar a otra, o como (para poner un ejemplo) cuando una madre reta a un niño.
Esta en el puesto número veintiuno de los discos más influyentes de la historia para la revista IGN.

## Lista de canciones
| N.º   | Título                   | Escritor(es)               | Duración |  |
| 1.    | «Where Eagles Dare»      | Harris                     | 6:10     |  |
| 2.    | «Revelations»            | Dickinson                  | 6:48     |  |
| 3.    | «Flight of Icarus»       | Smith / Dickinson          | 3:50     |  |
| 4.    | «Die With Your Boots On» | Smith / Dickinson / Harris | 5:25     |  |
| 5.    | «The Trooper»            | Harris                     | 4:11     |  |
| 6.    | «Still Life»             | Murray / Harris            | 4:55     |  |
| 7.    | «Quest for Fire»         | Harris                     | 3:41     |  |
| 8.    | «Sun and Steel»          | Smith / Dickinson          | 3:26     |  |
| 9.    | «To Tame a Land»         | Harris                     | 7:25     |  |
| 45:58 |                          |                            |          |  |

## Integrantes
- Steve Harris - bajista
- Bruce Dickinson - vocalista
- Dave Murray - guitarrista
- Adrian Smith - guitarrista
- Nicko McBrain - baterista